# ماوریسیو رایت
ماوریسیو رایت (انگلیسی: Mauricio Wright؛ زادهٔ ۲۰ دسامبر ۱۹۷۰) بازیکن سابق و مربی کنونی فوتبال اهل کاستاریکا است. از باشگاه‌هایی که در آن بازی کرده‌است می‌توان به آ.ا.ک آتن، نیوانگلند رولوشن، و سن‌خوزه ارث‌کوئیکز اشاره کرد.
وی همچنین در تیم ملی فوتبال کاستاریکا بازی کرده است، برای مدتی حدود ۱۰ سال از بازیکنان کلیدی این تیم بود و در جام جهانی فوتبال ۲۰۰۲ نیز به میدان رفت.